# 北野武的挑战状
《北野武的挑战状》是一款由太东制作和发行的动作冒险游戏。 本游戏于1986年12月10日在日本地区FC游戏机发行。
北野武在他的游戏内加入了许多當時代独特的和有争议的想法。例如一開頭畫面的選項就隱含陷阱讓遊戲直接結束，進入後玩家可以在柏青哥赌博场所打败黑帮歹徒，并夺取黑帮的钱财来换取奖品。可以使用悬挂式滑翔机飞越到一个被称为“红色国家”的陌生土地。如果玩家越过其他四个岛屿可以进入到红色国家。但是有一块巨大的山石挡住了进入该国的去路，而玩家只能撞击山石或地下自殺。另有諸多無俚頭劇情沒有邏輯可言，只能不斷嘗試錯誤或看攻略本，例如藏寶圖環節需要選擇陽光曝曬一小時，玩家真的要放置遊戲一小時不動，等圖案顯像。還有使用2P手柄麥克風唱歌環節，歌曲線索卻是本遊戲的電視廣告歌曲，同時此麥克風需求導致只有原初版日規FC紅白機能遊玩過關，諸多仿照版本機體沒有相容麥克風而無法玩。
有獨立遊戲色彩和搞怪流程的做法在當年讓眾多玩家摸不著頭腦而棄玩，同時內容比較面向成年人市場，導致遊戲不普及，加上令人困惑的遊戲玩法而評為史上最糟糕的遊戲之一。不過，隨著開放世界遊戲類型的出現，本遊戲開始因為提前多年就具備該類遊戲的相當要素而被部分重新評價。